# Relation de commutation canonique
 (février 2021).
La mise en forme du texte ne suit pas les recommandations de Wikipédia : il faut le « wikifier ».
Les points d'amélioration suivants sont les cas les plus fréquents. Le détail des points à revoir est peut-être précisé sur la page de discussion.
- Les titres sont pré-formatés par le logiciel. Ils ne sont ni en capitales, ni en gras.
- Le texte ne doit pas être écrit en capitales (les noms de famille non plus), ni en gras, ni en italique, ni en « petit »…
- Le gras n'est utilisé que pour surligner le titre de l'article dans l'introduction, une seule fois.
- L'italique est rarement utilisé : mots en langue étrangère, titres d'œuvres, noms de bateaux, etc.
- Les citations ne sont pas en italique mais en corps de texte normal. Elles sont entourées par des guillemets français : « et ».
- Les listes à puces sont à éviter, des paragraphes rédigés étant largement préférés. Les tableaux sont à réserver à la présentation de données structurées (résultats, etc.).
- Les appels de note de bas de page (petits chiffres en exposant, introduits par l'outil «  Source ») sont à placer entre la fin de phrase et le point final[comme ça].
- Les liens internes (vers d'autres articles de Wikipédia) sont à choisir avec parcimonie. Créez des liens vers des articles approfondissant le sujet. Les termes génériques sans rapport avec le sujet sont à éviter, ainsi que les répétitions de liens vers un même terme.
- Les liens externes sont à placer uniquement dans une section « Liens externes », à la fin de l'article. Ces liens sont à choisir avec parcimonie suivant les règles définies. Si un lien sert de source à l'article, son insertion dans le texte est à faire par les notes de bas de page.
- La présentation des références doit suivre les conventions bibliographiques. Il est recommandé d'utiliser les modèles {{Ouvrage}}, {{Chapitre}}, {{Article}}, {{Lien web}} et/ou {{Bibliographie}}. Le mode d'édition visuel peut mettre en forme automatiquement les références.
- Insérer une infobox (cadre d'informations à droite) n'est pas obligatoire pour parachever la mise en page.

Pour une aide détaillée, merci de consulter Aide:Wikification.
Si vous pensez que ces points ont été résolus, vous pouvez retirer ce bandeau et améliorer la mise en forme d'un autre article.
En mécanique quantique, la relation de commutation canonique est la relation fondamentale entre les grandeurs conjuguées canoniques (grandeurs qui sont liées par définition telles que l'une est la transformée de Fourier d'une autre). Par exemple :
{\displaystyle [{\hat {x}},{\hat {p}}_{x}]=i\hbar }
entre l'opérateur de position x et l'opérateur d'impulsion px dans la direction x d'une particule ponctuelle dans une dimension, où [x, px] = x px − px x est le commutateur de x et px , i est l'unité imaginaire, et ℏ est la constante de Planck réduite h/2π . En général, la position et l'impulsion sont des vecteurs d'opérateurs et leur relation de commutation entre les différentes composantes de la position et de l'impulsion peut être exprimée comme :
{\displaystyle [{\hat {r}}_{i},{\hat {p}}_{j}]=i\hbar \delta _{ij}.}
où {\displaystyle \delta _{ij}} est le delta de Kronecker .
Cette relation est attribuée à Max Born (1925), qui l'appelait une « condition quantique » servant de postulat à la théorie ; il a été noté par E. Kennard (1927) pour impliquer le principe d'incertitude de Heisenberg. Le théorème de Stone-von Neumann donne un résultat d'unicité pour les opérateurs satisfaisant (une forme exponentielle de) la relation de commutation canonique.

## Relation avec la mécanique classique
En revanche, en physique classique, toutes les observables commutent et le commutateur serait nul. Cependant, une relation analogue existe, qui s'obtient en remplaçant le commutateur par le crochet de Poisson multiplié par iℏ :
{\displaystyle \{x,p\}=1\,.}
Cette observation a conduit Dirac à proposer que les homologues quantiques f̂ ĝ aux classiques f g satisfont :
{\displaystyle [{\hat {f}},{\hat {g}}]=i\hbar {\widehat {\{f,g\}}}\,.}
En 1946, Hip Groenewold a démontré qu'une correspondance systématique générale entre les commutateurs quantiques et les crochets de Poisson ne pouvait pas être cohérente,.
Cependant, il a en outre apprécié qu'une telle correspondance systématique existe en fait entre le commutateur quantique et une déformation du crochet de Poisson, aujourd'hui appelé crochet de Moyal, et, en général, les opérateurs quantiques et les observables classiques et les distributions dans l'espace des phases. Il a ainsi finalement élucidé le mécanisme de correspondance cohérent, la transformée de Wigner-Weyl, qui sous-tend une représentation mathématique équivalente alternative de la mécanique quantique connue sous le nom de quantification de déformation,.

### Dérivation de la mécanique hamiltonienne
Selon le principe de correspondance, dans certaines limites, les équations quantiques des états doivent se rapprocher des équations de mouvement d'Hamilton. Ce dernier énonce la relation suivante entre la coordonnée généralisée q (par exemple la position) et l'impulsion généralisée p :
{\displaystyle {\begin{cases}{\dot {q}}={\frac {\partial H}{\partial p}}=\{q,H\};\\{\dot {p}}=-{\frac {\partial H}{\partial q}}=\{p,H\}.\end{cases}}}
En mécanique quantique, l'hamiltonien {\displaystyle {\hat {H}}}, coordonnée (généralisée) {\displaystyle {\hat {Q}}} et impulsion (généralisée) {\displaystyle {\hat {P}}} sont tous des opérateurs linéaires.
La dérivée temporelle d'un état quantique est {\displaystyle i{\hat {H}}/\hbar } (par l'équation de Schrödinger ). De manière équivalente, puisque les opérateurs ne sont pas explicitement dépendants du temps, on peut les voir évoluer dans le temps (voir l'image d'Heisenberg) en fonction de leur relation de commutation avec l'hamiltonien :
{\displaystyle {\frac {d{\hat {Q}}}{dt}}={\frac {i}{\hbar }}[{\hat {H}},{\hat {Q}}]}
{\displaystyle {\frac {d{\hat {P}}}{dt}}={\frac {i}{\hbar }}[{\hat {H}},{\hat {P}}]\,\,.}
Pour que cela se concilie dans la limite classique avec les équations de mouvement d’Hamilton, {\displaystyle [{\hat {H}},{\hat {Q}}]} doit dépendre entièrement de l'apparence de {\displaystyle {\hat {P}}} dans l’hamiltonien et {\displaystyle [{\hat {H}},{\hat {P}}]} doit dépendre entièrement de l'apparence de {\displaystyle {\hat {Q}}} dans l'hamiltonien. De plus, puisque l'opérateur hamiltonien dépend des opérateurs de coordonnées (généralisés) et d'impulsion, il peut être considéré comme une fonctionnelle, et nous pouvons écrire (en utilisant des dérivées fonctionnelles) :
{\displaystyle [{\hat {H}},{\hat {Q}}]={\frac {\delta {\hat {H}}}{\delta {\hat {P}}}}\cdot [{\hat {P}},{\hat {Q}}]} fonctionnelle
{\displaystyle [{\hat {H}},{\hat {P}}]={\frac {\delta {\hat {H}}}{\delta {\hat {Q}}}}\cdot [{\hat {Q}},{\hat {P}}]\,\,.}
Afin d'obtenir la limite classique, nous devons alors avoir :
{\displaystyle [{\hat {Q}},{\hat {P}}]=i\hbar }

## Les relations de Weyl
Le groupe {\displaystyle H_{3}(\mathbb {R} )} généré par l'exponentiation de l'algèbre de Lie tridimensionnelle, déterminée par la relation de commutation {\displaystyle [{\hat {x}},{\hat {p}}]=i\hbar } s'appelle le groupe Heisenberg . Ce groupe peut être réalisé comme le groupe des matrices triangulaires {\displaystyle 3\times 3} supérieures avec des 1 en diagonale.
Selon la formulation mathématique standard de la mécanique quantique, les observables quantiques tels que {\displaystyle {\hat {x}}} et {\displaystyle {\hat {p}}} devraient être représentés comme des opérateurs autoadjoints sur un certain espace de Hilbert. Il est relativement facile de voir que deux opérateurs satisfaisant les relations de commutation canoniques ci-dessus ne peuvent pas tous deux être bornés. Certainement, si {\displaystyle {\hat {x}}} et {\displaystyle {\hat {p}}} étaient des opérateurs de classe trace, la relation {\displaystyle \operatorname {Tr} (AB)=\operatorname {Tr} (BA)} donne un nombre différent de zéro à droite et zéro à gauche.
Alternativement, si {\displaystyle {\hat {x}}} et {\displaystyle {\hat {p}}} étaient des opérateurs bornés, notez que {\displaystyle [{\hat {x}}^{n},{\hat {p}}]=i\hbar n{\hat {x}}^{n-1}}, donc les normes des opérateurs satisferaient
{\displaystyle 2\left\|{\hat {p}}\right\|\left\|{\hat {x}}\right\|^{n}\geq n\hbar \left\|{\hat {x}}\right\|^{n-1}}, de sorte que, pour tout n :
{\displaystyle 2\left\|{\hat {p}}\right\|\left\|{\hat {x}}\right\|\geq n\hbar }
Cependant, n peut être arbitrairement grand, de sorte qu'au moins un opérateur ne peut pas être borné et la dimension de l'espace de Hilbert sous-jacent ne peut pas être finie. Si les opérateurs satisfont les relations de Weyl (une version exponentielle des relations de commutation canoniques, décrites ci-dessous), alors en conséquence du théorème de Stone-von Neumann, les deux opérateurs doivent être illimités.
Pourtant, ces relations de commutation canoniques peuvent être rendues quelque peu « plus triviales » en les écrivant en termes d'opérateurs unitaires (bornés) {\displaystyle \mathrm {exp} (it{\hat {x}})} et {\displaystyle \mathrm {exp} (is{\hat {p}})}. Les relations de couplage résultantes pour ces opérateurs sont les relations dites de Weyl :
{\displaystyle \mathrm {exp} (it{\hat {x}})\mathrm {exp} (is{\hat {p}})=\mathrm {exp} (-ist\hbar )\mathrm {exp} (is{\hat {p}})\mathrm {exp} (it{\hat {x}})}.
Ces relations peuvent être considérées comme une version exponentielle des relations de commutation canoniques ; elles reflètent que les translations en position et les translations en impulsion ne commutent pas. On peut facilement reformuler les relations de Weyl en termes de représentations du groupe Heisenberg.
L'unicité des relations de commutation canoniques – sous la forme des relations de Weyl – est alors garantie par le théorème de Stone-von Neumann.
Il est important de noter que pour des raisons mathématiques, les relations de Weyl ne sont pas strictement équivalentes à la relation de commutation canonique {\displaystyle [{\hat {x}},{\hat {p}}]=i\hbar } . Si {\displaystyle {\hat {x}}} et {\displaystyle {\hat {p}}} étaient des opérateurs bornés, alors un cas particulier de la formule de Baker – Campbell – Hausdorff permettrait « d'exponentialiser » les relations de commutation canoniques aux relations de Weyl. Puisque, comme nous l'avons noté, tout opérateur satisfaisant les relations de commutation canoniques doit être illimité, la formule de Baker – Campbell – Hausdorff ne s'applique pas sans hypothèses de domaine supplémentaires. En effet, il existe des contre-exemples satisfaisant les relations de commutation canoniques mais pas les relations de Weyl (ces mêmes opérateurs donnent un contre-exemple à la forme naïve du principe d'incertitude). Ces problèmes techniques sont la raison pour laquelle le théorème de Stone-von Neumann est formulé en termes de relations de Weyl.
Une version discrète des relations de Weyl, dans laquelle les paramètres s et t s'étendent sur {\displaystyle \mathbb {Z} /n}, peut être réalisée sur un espace de Hilbert de dimension finie au moyen des matrices d'horloge et de décalage.

## Généralisations
La formule simple :
{\displaystyle [x,p]=i\hbar ,\,}
valable pour la quantification du système classique le plus simple, peut être généralisée au cas d'un lagrangien arbitraire {\displaystyle {\mathcal {L}}} . On identifie les coordonnées canoniques (comme x dans l'exemple ci-dessus, ou un champ Φ(x) dans le cas de la théorie quantique des champs) et les moments canoniques πx (p dans l'exemple ci-dessus, ou plus généralement, certaines fonctions impliquant le dérivées des coordonnées canoniques par rapport au temps) :
{\displaystyle \pi _{i}\ {\stackrel {\mathrm {def} }{=}}\ {\frac {\partial {\mathcal {L}}}{\partial (\partial x_{i}/\partial t)}}.}
Cette définition de l'impulsion canonique garantit que l'une des équations d'Euler – Lagrange a la forme :
{\displaystyle {\frac {\partial }{\partial t}}\pi _{i}={\frac {\partial {\mathcal {L}}}{\partial x_{i}}}.}
Les relations de commutation canoniques s'élèvent alors à :
{\displaystyle [x_{i},\pi _{j}]=i\hbar \delta _{ij},\,}
où δij est le delta de Kronecker.
De plus, on peut facilement montrer que :
{\displaystyle [F({\vec {x}}),p_{i}]=i\hbar {\frac {\partial F({\vec {x}})}{\partial x_{i}}};\qquad [x_{i},F({\vec {p}})]=i\hbar {\frac {\partial F({\vec {p}})}{\partial p_{i}}}.}
En utilisant {\displaystyle C_{n+1}^{k}=C_{n}^{k}+C_{n}^{k-1}}, on peut facilement montrer que par induction mathématique :
{\displaystyle \left[{\hat {x}}^{n},{\hat {p}}^{m}\right]=\sum _{k=1}^{min\left(m,n\right)}{{\frac {-\left(-i\hbar \right)^{k}n!m!}{k!\left(n-k\right)!\left(m-k\right)!}}{\hat {x}}^{n-k}{\hat {p}}^{m-k}}=\sum _{k=1}^{min\left(m,n\right)}{{\frac {\left(i\hbar \right)^{k}n!m!}{k!\left(n-k\right)!\left(m-k\right)!}}{\hat {p}}^{m-k}{\hat {x}}^{n-k}}}

## Invariance de jauge
La quantification canonique est appliquée, par définition, sur des coordonnées canoniques . Cependant, en présence d'un champ électromagnétique, l'impulsion canonique p n'est pas invariante de jauge. La vitesse correcte invariante de jauge (ou moment cinétique) est :
{\displaystyle p_{\text{kin}}=p-qA\,\!} (Unités SI)    {\displaystyle p_{\text{kin}}=p-{\frac {qA}{c}}\,\!} (unités cgs),
où q est la charge électrique de la particule, A est le potentiel vecteur et c est la vitesse de la lumière. Bien que la quantité pkin soit la « quantité de mouvement physique », en ce qu'elle est la quantité à identifier avec la quantité de mouvement dans les expériences de laboratoire, elle ne satisfait pas les relations de commutation canoniques ; seul l'impulsion canonique fait cela. Cela peut être vu comme suit :
L'hamiltonien non relativiste pour une particule chargée quantifiée de masse m dans un champ électromagnétique classique est (en unités cgs) :
{\displaystyle H={\frac {1}{2m}}\left(p-{\frac {qA}{c}}\right)^{2}+q\phi }
où A est le potentiel à trois vecteurs et φ est le potentiel scalaire. Cette forme de l'hamiltonien, ainsi que l'équation de Schrödinger Hψ = iħ∂ψ/∂t, les équations de Maxwell et la loi de force de Lorentz sont invariantes sous la transformation de jauge :
{\displaystyle A\to A^{\prime }=A+\nabla \Lambda }
{\displaystyle \phi \to \phi ^{\prime }=\phi -{\frac {1}{c}}{\frac {\partial \Lambda }{\partial t}}}
{\displaystyle \psi \to \psi ^{\prime }=U\psi }
{\displaystyle H\to H^{\prime }=UHU^{\dagger },}
où :
{\displaystyle U=\exp \left({\frac {iq\Lambda }{\hbar c}}\right)}
et Λ = Λ (x, t) est la fonction de jauge.
L'opérateur de moment cinétique est :
{\displaystyle L=r\times p\,\!}
et obéit aux relations de quantification canoniques :
{\displaystyle [L_{i},L_{j}]=i\hbar {\epsilon _{ijk}}L_{k}}
définissant l'algèbre de Lie pour so(3), où {\displaystyle \epsilon _{ijk}} est le symbole Levi-Civita. Sous les transformations de jauge, le moment cinétique se transforme en :
{\displaystyle \langle \psi \vert L\vert \psi \rangle \to \langle \psi ^{\prime }\vert L^{\prime }\vert \psi ^{\prime }\rangle =\langle \psi \vert L\vert \psi \rangle +{\frac {q}{\hbar c}}\langle \psi \vert r\times \nabla \Lambda \vert \psi \rangle \,.}
Le moment cinétique invariant (ou moment cinétique angulaire) est donné par :
{\displaystyle K=r\times \left(p-{\frac {qA}{c}}\right),}
qui a les relations de commutation :
{\displaystyle [K_{i},K_{j}]=i\hbar {\epsilon _{ij}}^{\,k}\left(K_{k}+{\frac {q\hbar }{c}}x_{k}\left(x\cdot B\right)\right)}
où :
{\displaystyle B=\nabla \times A}
est le champ magnétique. La non-équivalence de ces deux formulations apparaît dans l'effet Zeeman et l'effet Aharonov – Bohm.

## Relation d'incertitude et commutateurs
Toutes ces relations de commutation non triviales pour des paires d'opérateurs conduisent à des relations d'incertitude correspondantes, impliquant des contributions d'espérance semi-définies positives par leurs commutateurs et anticommutateurs respectifs. En général, pour deux opérateurs Hermitiques A et B considérés valeurs moyennes dans un système dans l'état ψ, la variance autour de la valeur moyenne correspondante étant : 
(ΔA)2 ≡ ⟨(A − ⟨A〉)2〉
Puis :
{\displaystyle \Delta A\,\Delta B\geq {\frac {1}{2}}{\sqrt {\left|\left\langle \left[{A},{B}\right]\right\rangle \right|^{2}+\left|\left\langle \left\{A-\langle A\rangle ,B-\langle B\rangle \right\}\right\rangle \right|^{2}}},}
où [A, B] ≡ A B − B A est le commutateur de A et B, et {A, B} ≡ A B + B A est l'anticommutateur.
Cela fait suite à l'utilisation de l'inégalité de Cauchy – Schwarz, puisque |〈A2〉| |〈B2〉| ≥ |〈'A B〉|2 et A B = ([A, B] + {A, B})/2  ; et de même pour les opérateurs décalés A − 〈A〉 et B − 〈B〉 (Cf. dérivations du principe d'incertitude.)
En substituant A et B (et en prenant soin de l'analyse), on obtient la relation d'incertitude d’Heisenberg pour x et p.

## Relation d'incertitude pour les opérateurs de moment cinétique
Pour les opérateurs de moment cinétique, tels que Lx = y pz − z py, on a :
{\displaystyle [{L_{x}},{L_{y}}]=i\hbar \epsilon _{xyz}{L_{z}},}
où {\displaystyle \epsilon _{xyz}} est le symbole Levi-Civita et renverse simplement le signe de la réponse sous l'échange par paires des indices. Une relation analogue est valable pour les opérateurs de spin.
Ici, pour Lx et Ly , en multiplets de moment angulaire {\displaystyle \psi =|\ell ,m\rangle } on a, pour les composantes transversales de l'invariance de Casimir Lx2 + Ly2+ Lz2 les relations symétriques en z :
{\displaystyle \langle L_{x}^{2}\rangle =\langle L_{y}^{2}\rangle =\left(\ell (\ell +1)-m^{2}\right){\frac {\hbar ^{2}}{2}}},
ainsi que ⟨Lx⟩ = ⟨Ly⟩ = 0 
Par conséquent, l'inégalité ci-dessus appliquée à cette relation de commutation spécifie :
{\displaystyle \Delta L_{x}\Delta L_{y}\geq {\frac {1}{2}}{\sqrt {\hbar ^{2}|\langle L_{z}\rangle |^{2}}}~,}
Par conséquent :
{\displaystyle {\sqrt {|\langle L_{x}^{2}\rangle \langle L_{y}^{2}\rangle |}}\geq {\frac {\hbar ^{2}}{2}}m}
et donc :
{\displaystyle \ell (\ell +1)-m^{2}\geq m~,}
cette relation donne donc des contraintes utiles telles qu'une borne inférieure sur l'invariant de Casimir : {\displaystyle \ell (\ell +1)\geq m(m+1)} , et donc {\displaystyle \ell \geq m}, entre autres.

## Voir également
- Théorème de Stone-von Neumann
- Quantification canonique
- Algèbre CCR
- Dérivé de Lie
- Crochet de Moyal